# Нова Зоря (Херсонський район)
Нова́ Зоря́ — село в Україні, у Білозерській селищній громаді Херсонського району Херсонської області. Населення становить 154 осіб. Селом тече річка Вовча.

## Історія
12 червня 2020 року, відповідно до Розпорядження Кабінету Міністрів України № 726-р «Про визначення адміністративних центрів та затвердження територій територіальних громад Херсонської області», увійшло до складу Білозерської селищної громади.
19 липня 2020 року, в результаті адміністративно-територіальної реформи та ліквідації Білозерського району, село увійшло до складу Херсонського району.
24 лютого 2022 року село тимчасово окуповане російськими військами під час російсько-української війни.
10 листопада 2022 року Збройні сили України визволили село в ході контрнаступу в Херсонській області.
22 червня 2023 року рішенням Національної комісії зі стандартів державної мови віднесено до списку населених пунктів, які «можуть не відповідати лексичним нормам української мови», зокрема стосуватися «російської імперської чи колоніальної політики». Громаді рекомендовано обґрунтувати доцільність збереження поточної назви або  запропонувати нову назву в установленому законодавством порядку.

## Населення
Згідно з переписом УРСР 1989 року чисельність наявного населення села становила 85 осіб, з яких 36 чоловіків та 49 жінок.
За переписом населення України 2001 року в селі мешкали 154 особи.

### Мовний склад
Рідна мова населення за даними перепису 2001 року:
| Мова       | Чисельність, осіб | Доля     |
| ---------- | ----------------- | -------- |
| Українська | 106               | 68,83 %  |
| Вірменська | 43                | 27,92 %  |
| Російська  | 5                 | 3,25 %   |
| Разом      | 154               | 100,00 % |

## Особистості

### Поховані
- Малета Володир Ілліч (23.02.1965 - 04.04.2015) - солдат 72 ОМБр, учасник російсько-української війни

### Вірмени
Станом на 2001 рік у селі Нова Зоря був найвищий відсоток вірменського населення в Україні після селища Нагірне Бахмутського району — 27,9 % проти 28,6 % вірменськомовних у Нагірному. Проте в Новій Зорі значно більше вірмен, зважаючи, що в Нагірному лише 14 жителів, а в Новій Зорі — 154.